# Miss You Love
Miss You Love is een single van de Noorse zangeres Maria Mena, die twee keer werd uitgegeven. In 2006 sloeg het als eerste single van het album Apparently Unaffected niet aan, ook in Noorwegen niet. Daarna volgde de hit Just Hold Me waarmee Maria Mena meer naamsbekendheid kreeg. Miss You Love is daarna in 2007 heruitgegeven in de hoop dat het ook een hit zal worden. In week 2 van 2007 was Miss You Love 3FM Megahit op radiostation 3FM. En in de derde week van januari was het de paradeplaat van Radio 2.

## Tracklist
1. "Miss You Love"  (03:09)

| Miss You Love in de Mega top 50 binnenkomst: 6 januari 2007 | Miss You Love in de Mega top 50 binnenkomst: 6 januari 2007 | Miss You Love in de Mega top 50 binnenkomst: 6 januari 2007 | Miss You Love in de Mega top 50 binnenkomst: 6 januari 2007 | Miss You Love in de Mega top 50 binnenkomst: 6 januari 2007 | Miss You Love in de Mega top 50 binnenkomst: 6 januari 2007 | Miss You Love in de Mega top 50 binnenkomst: 6 januari 2007 | Miss You Love in de Mega top 50 binnenkomst: 6 januari 2007 | Miss You Love in de Mega top 50 binnenkomst: 6 januari 2007 | Miss You Love in de Mega top 50 binnenkomst: 6 januari 2007 |
| Week                                                        | 1                                                           | 2                                                           | 3                                                           | 4                                                           | 5                                                           | 6                                                           | 7                                                           | 8                                                           | 9                                                           |
| ----------------------------------------------------------- | ----------------------------------------------------------- | ----------------------------------------------------------- | ----------------------------------------------------------- | ----------------------------------------------------------- | ----------------------------------------------------------- | ----------------------------------------------------------- | ----------------------------------------------------------- | ----------------------------------------------------------- | ----------------------------------------------------------- |
| Nummer                                                      | 47                                                          | 25                                                          | 19                                                          | 20                                                          | 20                                                          | 29                                                          | 39                                                          | 47                                                          | 50                                                          |